# Macellum di Pozzuoli
Il Macellum di Pozzuoli è un sito archeologico situato nel comune omonimo della città metropolitana di Napoli. Per il duplice interesse che esso ha, archeologico e scientifico, è uno dei più noti monumenti di tutto il mondo antico.
L'edificio è stato a lungo impropriamente denominato Tempio di Serapide, per il rinvenimento di una statua del dio egizio nel 1750, all'epoca dei primi scavi. Studi successivi hanno invece accertato che si tratta dell'antico Macellum, cioè il mercato pubblico della Puteoli romana. Esso è, per dimensioni, il terzo più importante monumento napoletano
di questo tipo.
A livello scientifico, esso ha rappresentato per alcuni secoli l'indice metrico più prezioso e preciso che si aveva a disposizione per misurare il fenomeno del bradisismo.

## Struttura
Risalente al I - II secolo d.C., si presenta come un cortile a pianta quadrata, circondato da un porticato sul quale si affacciano le botteghe che si aprono alternativamente ora verso l'interno ora verso l'esterno; due latrine pubbliche sono dislocate ai lati dell'abside di fondo. Mentre resti di scale che conducevano al piano superiore del porticato si conservano ai lati dell'ingresso monumentale che si apriva verso il porto; infine, al centro del cortile vi è una costruzione circolare sopraelevata, circondata un tempo da colonne sul quale podio si poteva salire tramite quattro scalinate disposte a croce.
Tutto l'edificio ricorda nella pianta altri mercati di città antiche, come quelli di Pompei, Morgantina, Roma e Cremna. Tra questi il Macellum di Pozzuoli resta uno dei più grandiosi ed integri, grazie anche alla sommersione bradisismica che nei secoli passati lo ha preservato da una più grande spoliazione dei suoi elementi architettonici.